# Pietro Ruta
Pietro Willy Ruta (født 6. august 1987 i Gravedona, Italien) er en italiensk roer.
Ruta vandt, sammen med Stefano Oppo, bronze i letvægtsdobbeltsculler ved OL 2020 i Tokyo. Italienerne sikrede sig bronzemedaljerne med et forspring på knap to sekunder ned til Tjekkiet, der blev nr. 4. Guld- og sølvmedaljevinderne fra Irland og Tyskland var mere end syv sekunder foran den italienske båd. 
Ruta deltog også ved både OL 2012 i London, hvor han blev nr. 7 i den italienske letvægtsdobbeltsculler, og ved OL 2016 i Rio de Janeiro, hvor han var med i den italienske letvægtsfirer, der sluttede på 4. pladsen.
Ruta har desuden vundet hele fire VM-sølvmedaljer i letvægtsdobbeltsculler, og en EM-guldmedalje i letvægtsdobbeltfirer ved EM 2010.

## OL-medaljer
- 2020:  Bronze i letvægtsdobbeltsculler